# Alegia (Gaviria)
Alegia es una entidad de población española del municipio de Gaviria, perteneciente a la provincia de Guipúzcoa, en la comunidad autónoma del País Vasco.

## Toponimia
El lugar puede aparecer referido con las grafías «Alegia» y «Alegría».

## Historia
Hacia mediados del siglo XIX, el lugar ya pertenecía a Gaviria. Aparece descrito en el primer volumen del Diccionario geográfico-estadístico-histórico de España y sus posesiones de Ultramar de Pascual Madoz con las siguientes palabras:

ALEGRIA: barrio en la prov. de Guipúzcoa, ayunt. de Gaviria: sit. en el camino real de Francia, á la falda del monte de Aldaba y márg. del r. Oria.
(Madoz, 1845, p. 522)

En 2023, la entidad singular de población tenía empadronados 71 habitantes.